# Mährisch-Schlesische Beskiden

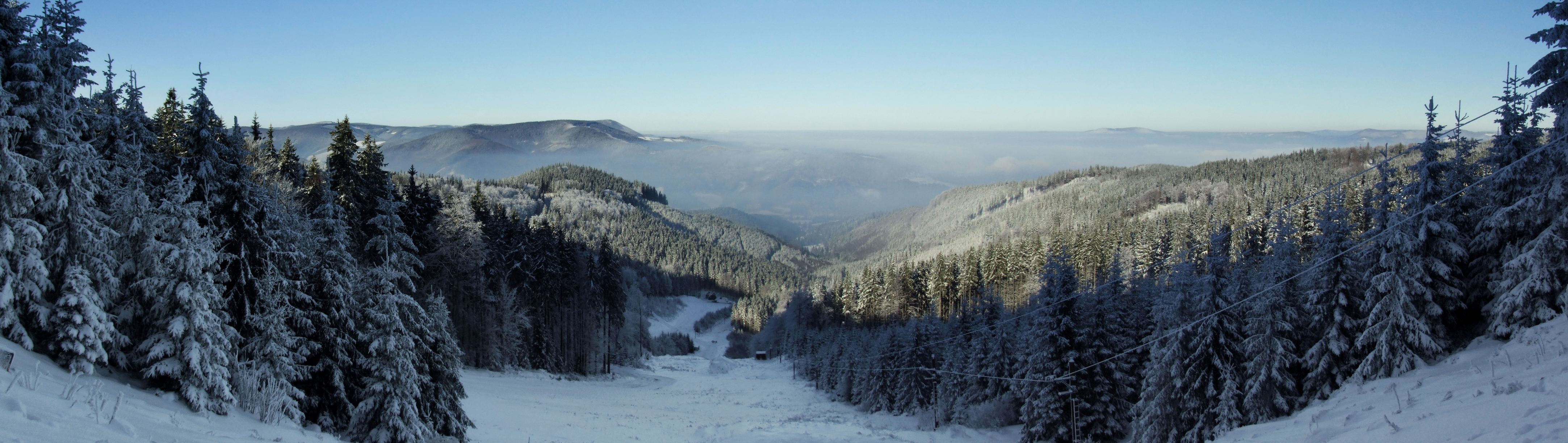
Panoramabild der Mährisch-Schlesischen Beskiden im Winter

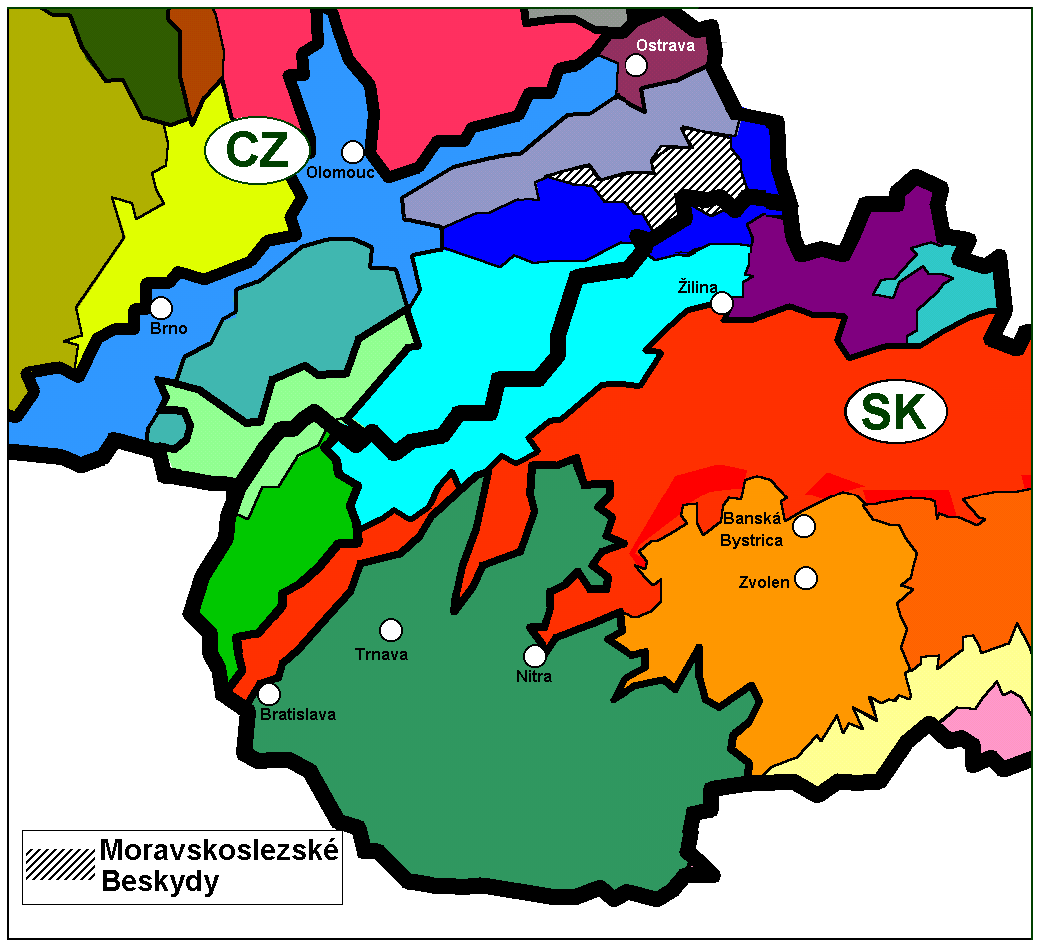
Die Mährisch-Schlesischen Beskiden innerhalb der Geomorphologischen Einteilung Tschechiens und der Slowakei

Die Mährisch-Schlesischen Beskiden (tschechisch Moravskoslezské Beskydy; slowakisch Moravsko-sliezske Beskydy) sind ein Gebirgszug der Westbeskiden im Osten Tschechiens. Ein kleiner Teil der Mährisch-Schlesischen Beskiden ragt in den Norden der Slowakei hinein.

## Geographie
Die Mährisch-Schlesischen Beskiden erstrecken sich etwa 25 Kilometer südlich von Frýdek-Místek an der Grenze zur Slowakei.
Nach Norden gehen die Mährisch-Schlesischen Beskiden in das Beskidenvorland (Podbeskydská pahorkatina) und das Ostrauer Becken über. Östlich trennt die von der Olsa durchflossene Jablunkauer Furche (Jablunkovská brázda) den Gebirgszug von den Schlesischen Beskiden. Im Südosten bildet der Jablunkapass die Grenze zum Jablunkauer Bergland (Jablunkovské mezihoří). Gegen Süden schließt sich auf slowakischer Seite das Bergland Turzovská vrchovina an, wobei der Kamm die Staatsgrenze bildet. Auf dem Makovský průsmyk (Makov-Pass) stoßen die Mährisch-Schlesischen Beskiden im Südwesten mit den Javorníky und den Wsetiner Bergen zusammen. Nach Westen hin bildet die Rožnovská Bečva und die von ihr durchflossene Rosenauer Senke die natürliche Grenze zu den Wsetiner Bergen. Nordwestlich befindet sich die Mährische Pforte.
Das Gebirge hat auf tschechischer Seite eine Ausdehnung von 623 km² und ist überwiegend bewaldet. Es ist Teil des Landschaftsschutzgebietes CHKO Beskydy. Seine mittlere Höhe beträgt 703,3 m.
Höchste Erhebung ist mit 1325 m n.m. die Lysá hora (Kahlberg). Weitere Gipfel sind u. a. der Smrk 1276 m, der Travný 1203 m und der Radhošť 1129 m. Am Godula befindet sich ein bedeutendes Sandsteinvorkommen.
Untergliedert werden die Mährisch-Schlesischen Beskiden in drei Untereinheiten, die Klokočovská hornatina, Lysohorská hornatina und Radhošťská hornatina.
Bedeutendste Städte sind Frenštát pod Radhoštěm, Frýdlant nad Ostravicí, Jablunkov, Rožnov pod Radhoštěm, Třinec, Valašské Meziříčí und Zubří.
Über die Mährisch-Schlesischen Beskiden verläuft im Osten bis zum Makov-Pass die Europäische Hauptwasserscheide zwischen Donau und Oder. Im Westen entwässert die zum Einzugsgebiet der Donau gehörende Rožnovská Bečva. Alle anderen Flüsse, wie die Jičínka, Sedlnice, Lubina, Tichávka, Ondřejnice, Čeladenka, Ostravice, Olešná, Mohelnice, Morávka, Lučina, Stonávka, Ropičanka, Kopytná, Bystrý potok und Lomná führen ihr Wasser direkt oder indirekt der Oder zu. In den Mährisch-Schlesischen Beskiden befinden sich die Talsperren Šance-Řečice und Morávka.

## Geschichte
Durch das Gebirge führte entlang der Ostravice die historische Grenze zwischen Mähren und Schlesien. Im Zuge der mittelalterlichen Besiedlung entstanden, zumeist in den niederen Tälern, Waldhufendörfer. Später erfolgte, insbesondere im mährischen Teil und den höheren Lagen, die Rodung von Schlägen und die Besiedlung mit Einzelhöfen (Paseken). Die touristische Nutzung des Gebirges setzte in der zweiten Hälfte des 19. Jahrhunderts ein. 1880 entstand auf dem Kahlberg eine Berghütte. Ab 1898 ließ z. B. der Gebirgsverein für den Radhošť durch den Architekten Dušan Jurkovič in Pustevny Berghütten im walachischen Stil errichten, die heute ein Nationales Kulturdenkmal darstellen. Dort wurde 1940 die erste Sesselbahn Europas eröffnet. In heutiger Zeit gehören die Mährisch-Schlesischen Beskiden auch zu den bedeutendsten Wintersportgebieten Tschechiens. Eines der Wintersportzentren im südlichen Teil des Gebirges ist Gruň.